# Gert Weil
Gert Michael Weil Wiesenborn (Puerto Montt, 3 gennaio 1960) è un ex pesista cileno, vincitore in carriera di due titoli panamericani nel 1987 e nel 1991.

## Palmarès
| Anno | Manifestazione          | Sede              | Evento         | Risultato | Misura  | Note                  |
| ---- | ----------------------- | ----------------- | -------------- | --------- | ------- | --------------------- |
| 1979 | Campionati sudamericani | Bucaramanga       | Getto del peso | Oro       | 16,42 m |                       |
| 1981 | Campionati sudamericani | La Paz            | Getto del peso | Oro       | 17,48 m |                       |
| 1983 | Campionati sudamericani | Santa Fe          | Getto del peso | Oro       | 18,29 m | Record dei campionati |
| 1983 | Giochi panamericani     | Caracas           | Getto del peso | Argento   | 17,30 m |                       |
| 1984 | Olimpiadi               | Los Angeles       | Getto del peso | 10º       | 18,69 m |                       |
| 1985 | Mondiali indoor         | Atene             | Getto del peso | 7º        | 19,47 m |                       |
| 1985 | Campionati sudamericani | Santiago del Cile | Getto del peso | Oro       | 20,14 m | Record dei campionati |
| 1987 | Mondiali indoor         | Indianapolis      | Getto del peso | 9º        | 18,90 m |                       |
| 1987 | Campionati sudamericani | San Paolo         | Getto del peso | Oro       | 19,35 m |                       |
| 1987 | Mondiali                | Roma              | Getto del peso | 10º       | 19,71 m |                       |
| 1987 | Giochi panamericani     | Indianapolis      | Getto del peso | Oro       | 20,27 m |                       |
| 1988 | Olimpiadi               | Seul              | Getto del peso | 6º        | 20,38 m |                       |
| 1989 | Mondiali indoor         | Budapest          | Getto del peso | 6º        | 19,91 m |                       |
| 1989 | Campionati sudamericani | Medellín          | Getto del peso | Oro       | 19,98 m |                       |
| 1991 | Mondiali indoor         | Siviglia          | Getto del peso | 6º        | 19,56 m |                       |
| 1991 | Campionati sudamericani | Manaus            | Getto del peso | Oro       | 18,37 m |                       |
| 1991 | Mondiali                | Tokyo             | Getto del peso | 9º        | 19,30 m |                       |
| 1991 | Giochi panamericani     | L'Avana           | Getto del peso | Oro       | 19,47 m |                       |
| 1993 | Mondiali                | Stoccarda         | Getto del peso | 6º        | 19,95 m |                       |
| 1995 | Campionati sudamericani | Manaus            | Getto del peso | Oro       | 19,02 m |                       |
| 1995 | Giochi panamericani     | Mar del Plata     | Getto del peso | Bronzo    | 18,71 m |                       |